# Anelosimus misiones
Anelosimus misiones là một loài nhện trong họ Theridiidae.
Loài này thuộc chi Anelosimus. Anelosimus misiones được miêu tả năm 2005 bởi Agnarsson.